# Guerres Servils
Les Guerres Servils foren una sèrie de tres revoltes d'esclaus ("servils" és un terme derivat de "servus", "esclau" en llatí) a les etapes finals de la República de Roma. Vegeu:
- Primera Guerra Servil: 135 aC – 132 aC a Sicília, liderada per Eunus, un esclau agrícola aclamat com a profeta i el cilici Cleon.
- Segona Guerra Servil: 104 aC – 103 aC a Sicília, dirigida per Athenion i Tryphon.
- Tercera Guerra Servil: 73 aC – 71 aC a Itàlia, dirigida per Espàrtac.